# 1884년 선거법 개정

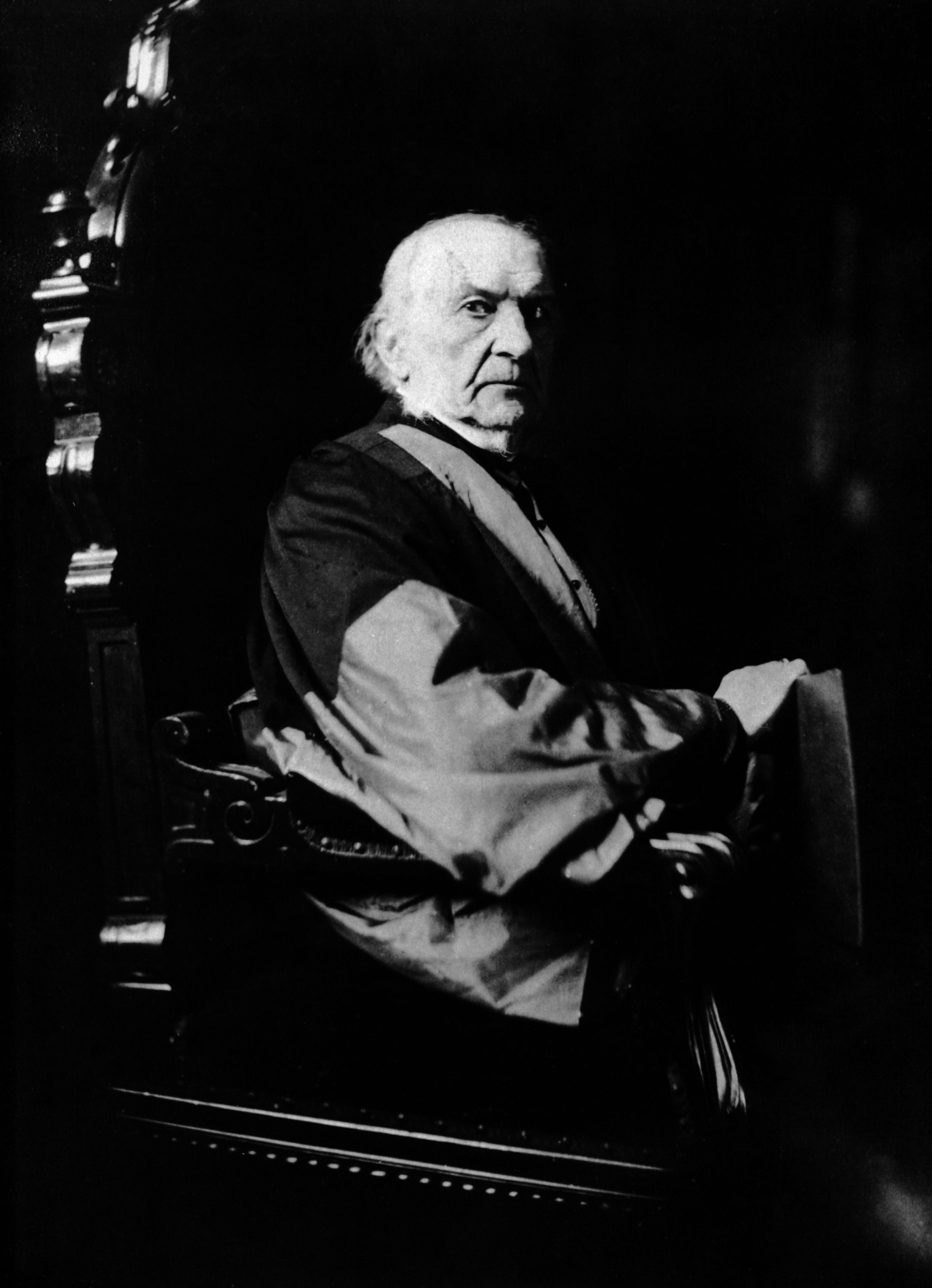
윌리엄 유어트 글래드스턴.

1884년 국민대표법(Representation of the People Act 1884) 또는 1884년 선거법 개정(Reform Act 1884)은 영국의 선거 제도를 개혁한 영국의 의회법이다. 윌리엄 유어트 글래드스턴의 주도 하에 통과된 이 법률을 계기로 도시뿐 아니라 시골에서도 투표권이 확대돼 전체 유권자 수가 두 배 이상 늘어났으며 근대적 1인 선거구가 정착됐다.
구체적으로는 연간 10파운드의 임대료를 내는 모든 사람들과 10파운드의 가치가 있는 토지를 보유한 모든 사람들에게 투표권을 새롭게 부여했다. 이로써 선거법 개정 전인 1880년 영국 총선 때 등록된 유권자 수가 304만 50명이었지만 선거법 개정 후의 1885년 영국 총선 때는 570만 8,030명이 유권자로 등록됐다. 너무 급진적인 법률안이었기에 영국 상원은 큰 거부감을 느꼈고 총리로 재직중이던 글래드스턴은 영국 전역의 선거구 대표성을 동등하게 하기 위한 선거구 재분배에 관한 법률을 따로 분리해서 다음해인 1885년에 통과시켜야만 했다.
유권자 수가 획기적으로 늘어난 것은 사실이지만 아직 투표권을 누리지 못하는 계층이 더 많았다. 남성의 40%와 모든 여성들이 투표권을 인정받지 못했다. 잉글랜드 웨일스는 성인 남성의 2/3가, 스코틀랜드는 3/5이 투표권을 가졌으며 아일랜드는 1/2에 불과했다.

## 같이 보기
- 영국의 선거법 개정
- 윌리엄 유어트 글래드스턴